# Sırıq
Sırıq är en ort i Azerbajdzjan.   Den ligger i distriktet Jardymly, i den södra delen av landet, 210 km sydväst om huvudstaden Baku. Sırıq ligger 596 meter över havet och antalet invånare är 616.
Terrängen runt Sırıq är huvudsakligen kuperad. Sırıq ligger nere i en dal. Närmaste större samhälle är Yardımlı, 6,6 km väster om Sırıq. 
Trakten runt Sırıq består till största delen av jordbruksmark. Runt Sırıq är det ganska tätbefolkat, med 60 invånare per kvadratkilometer.